# Hyporhagus tibialis
Hyporhagus tibialis es una especie de coleóptero de la familia Monommatidae.

## Distribución geográfica
Habita en Panamá y Perú.